# 常緑植物
常緑植物（じょうりょくしょくぶつ、英語: evergreen plant）は、幹や枝に一年を通じて葉がついていて、年中、緑の葉を見ることができる植物である。このような性質を常緑性といい、この性質の樹木を常緑樹という。
地球上には「葉がまったく落ちない樹木」は存在せず、新しい葉が揃う時期に徐々に落葉する種（杉・樫・椎・樟・松・柊など）や、後述のように葉の寿命が著しく長い種を表す言葉である。常磐（ときわ）・常磐木（ときわぎ）とも呼ばれ、俗に永遠なる若々しさの例えや、縁起の良い言葉として屋号などに用いられるが、夏の季語となっている「常磐木落葉（ときわぎおちば）」は、秋の紅葉とは異なり、新緑の頃の衆目を集めずに人知れず散る、常緑樹の落ち葉を表す言葉である。

## 概論
植物の葉の寿命は、ごく短いもの、新芽と入れ替わりに落葉するほぼ1年のものから、数年以上に及ぶものがある。広葉樹のほとんどは、葉の寿命が一年強であるが、松柏類は数年のものが多い。しかし、5年以上の葉持続を示す種はきわめて少ない。際立った例外として、ウェルウィッチアがある。葉を2枚しかはやさず、これを一生を通じて連続的に成長させ、徐々に磨り減りはするが、葉組織はおよそ20-40年持続する。
したがって、環境条件に問題がなければ、年間を通じて植物は葉を維持するのが当然であろう。しかし、薄くて柔らかな葉は低温や乾燥などの悪条件には弱く、そのような悪条件では先ず葉がダメージを受ける。特に条件が悪い時期がある場合には、本体が生き残るためにまず葉を捨てざるを得ない。あるいは種子などの耐久性の構造を残して枯れる例もある。つまり、年間を通じて条件が悪くないか、悪い時期があっても葉を捨てなくてもすむ程度である場合に植物は常緑性になる。
見方を変えると、ある程度条件の悪くなる季節がある地域においては、常緑であることを維持しようとすれば、その時期に葉は無理をして生存しなければならない。そのためには葉を厚く、クチクラ層を強くするなどの適応が必要になる。
これに対立するものは樹木であれば落葉性（落葉樹）、草本であれば一年生、あるいは宿根性である。

## 気候との関連
熱帯地方では、大部分の熱帯多雨林植物は常緑である。葉は歳をとって、落ちて、年を通して徐々にとり変わっていく。一方、季節的に乾燥した気候の中で成長している種は、常緑でも落葉性でもありうる。より暖かい地域では、若干の松や糸杉のような種が、やせた土地でも育ち、地面を覆う。その上、既存の常緑植物によって避難所と呼ぶべきものが提供されることで、他の常緑植物が寒さや旱魃に生き残りやすくなる。常緑樹は紅葉しないように思われがちであるが、樹種によって新葉が出るときや花がつくときなど時期は様々であるものの、古くなった葉が紅葉して散っていく。